# Nati nel 1933/Senza giorno specificato
| Questa pagina contiene informazioni ricavate automaticamente dalle voci biografiche con l'ausilio del template Bio e di un bot. L'aggiornamento è periodico e automatico e ricostruisce completamente la pagina. Se manca una persona in questa lista, sei pregato di non aggiungerla, ma accertati piuttosto che la sua voce biografica contenga il template Bio e che i dati anagrafici siano correttamente compilati. Se il template Bio manca, inseriscilo tu stesso o, in alternativa, metti l'avviso {{tmp\|Bio}} che ne segnala la mancanza. Se i dati riportati sono sbagliati, correggi direttamente la voce biografica; le modifiche saranno visibili in questa lista entro pochi giorni. Per chiarimenti vedi il progetto biografie. La lista contiene solo le 60 persone che sono citate nell'enciclopedia e per le quali è stato implementato correttamente il template Bio. Pagina aggiornata al 18 lug 2025. |

- Luciano Abramo, pallavolista, allenatore di pallavolo e dirigente sportivo italiano († 1980)
- Hüseyin Akbaş, lottatore turco († 1989)
- A. David Andrews, astronomo irlandese
- Giovanni Astarita, ingegnere italiano († 1997)
- Bat Ye'or, saggista egiziana
- Thérèse Sita-Bella, regista cinematografica e giornalista camerunese († 2006)
- Omar Benjelloun, attivista, sindacalista e giornalista marocchino († 1975)
- Sandro Bianconi, linguista svizzero
- Attila Borbely, cestista e allenatore di pallacanestro rumeno († 1997)
- Alois Brabec, allenatore di pallacanestro cecoslovacco († 2016)
- Don Brothwell, archeologo britannico († 2016)
- Morlaye Camara, calciatore guineano († 2018)
- Tonino Caputo, pittore e scenografo italiano († 2021)
- Loreto Carbonell, cestista e allenatore di pallacanestro filippino († 2017)
- Lanfranco Cesari, giornalista e scrittore italiano († 2023)
- Giancarlo Cesaroni, produttore discografico e dirigente d'azienda italiano († 1998)
- Visit Chaicharoen, ex cestista thailandese
- Gaétan D'Amours, culturista canadese († 2007)
- Fabio De Agostini, regista e sceneggiatore italiano († 2009)
- Ugo Dotti, critico letterario italiano († 2017)
- Takis Emmanuel, attore greco († 2017)
- Üner Erimer, cestista e allenatore di pallacanestro turco († 2025)
- Chaim Eshed, ingegnere israeliano
- Dursun Ali Eğribaş, lottatore turco († 2014)
- Elisabetta Fiorentini, scrittrice e giornalista italiana († 1996)
- Andrea Gabbriellini, pittore, scultore e incisore italiano
- Palden Gyatso, monaco buddhista tibetano († 2018)
- János Hódy, cestista ungherese († 1989)
- Salaad Gabeyre Kediye, rivoluzionario, politico e generale somalo († 1971)
- Kim Il-chol, generale e politico nordcoreano († 2023)
- Tuncer Kobaner, ex cestista turco
- Nobuhisa Kojima, astronomo giapponese († 2019)
- Leslie Kong, produttore discografico giamaicano († 1971)
- Panos Koulermos, architetto italiano († 1999)
- Barbara Kowalczyk, ex cestista polacca
- Pascal Lota, armatore francese († 2016)
- Umberto Mezzana, artista italiano († 2003)
- Edimo Mura, pittore e incisore italiano († 2008)
- Dante Moro, scultore italiano († 2009)
- Anna Noficzer, cestista ungherese († 1990)
- Carmine Pagliuca, compositore, pianista e direttore d'orchestra italiano († 2012)
- Nikolaos Panagiotakis, storico e filologo greco († 1997)
- Wilson Pinheiro, sindacalista, politico e ambientalista brasiliano († 1980)
- Eugen Ravnić, calciatore jugoslavo († 2019)
- Mario Robaudi, scultore, pittore e docente italiano († 2010)
- Luisa Ronchini, cantautrice italiana († 2001)
- Enrico Rufini, costumista e scenografo italiano († 2007)
- Chan Sae-Lim, ex cestista thailandese
- Juan G. Sanguin, astronomo argentino († 2006)
- Ampol Saranont, ex cestista thailandese
- Bernard Schmied, cestista svizzero († 2024)
- Gordon Shaw, fisico statunitense († 2005)
- Israel Tavil, ex cestista israeliano
- Roberto Veller, regista teatrale italiano († 1993)
- Stanislav Vykydal, cestista cecoslovacco († 2020)
- Bill Yancey, contrabbassista statunitense († 2004)
- Yang Zhifa, cinese
- André Zanotto, giornalista, scrittrice e storica italiana († 1995)
- Ahmad al-Khatib, politico siriano († 1982)
- Robert de Warren, direttore artistico e ex ballerino britannico